# Ron
Ron (1987 - 1992) foi um cão policial da raça pastor-alemão que trabalhou para a polícia de Santiago, capital do Chile. Ele ganhou fama no dia 22 de maio de 1991, ao ser um dos protagonistas da batalha campal na partida entre Colo-Colo e Boca Juniors, válida pela semifinal da Copa Libertadores daquele ano. Esta partida ficou conhecida como "A Batalha de Macul".
Assim que fez o gol que garantiu a sua classificação, uma confusão tomou conta do gramado. O goleiro Navarro Montoya, do Boca, que fez cera o jogo inteiro, foi quem iniciou o entrevero, partindo pra cima dos jogadores e fotógrafos chilenos, iniciando uma luta campal, que paralisou o jogo por mais de 10 minutos. A confusão só acabou quando Ron mordeu o glúteo direito de Navarro Montoya, e foi aplaudido pelos torcedores.
Por conta dessa cena, Ron virou o símbolo da classificação e da garra da equipe chilena. Nos dias seguintes ao triunfo, estampou capas de jornal, foi personagem de reportagens na TV, ganhou uma carteira de sócio do Colo-Colo e acabou alçado a mascote do clube.

## Morte e homenagens eternas
Ron faleceu em 5 de dezembro de 1992, pouco mais de um ano depois de ocorrida A Batalha de Macul, vítima de um ataque cardíaco, quando tinha pouco mais de cinco anos.
O cão hoje é objeto de peregrinação: todo dia 22 de maio (a data da histórica semifinal), torcedores do Colo-Colo depositam flores em seu túmulo, em um cemitério canino do bairro de San Cristóbal, na região metropolitana de Santiago.
Em sua lápide, está escrito: “Aquí yace el noble ovejero alemán, baluarte de su raza y ejemplo para la especie humana”. Em português: “Aqui jaz o nobre pastor alemão, baluarte de sua raça e exemplo para a espécie humana”.
Não é a única homenagem: ainda hoje, faixas com caricaturas de Ron são exibidas pela torcida nos estádios.
Em 2018, para lembrar a data de sua morte, o Twitter oficial do clube divulgou uma foto e a mensagem: "Há 26 anos, Ron se foi para morder goleiros no céu dos cachorros".

## Na Cultura Popular
A história de Ron é citada nos seguintes livros:
- "50 Grandes Historias de la Copa Libertadores", de autoria de Alberto Pérez López[6]
- "1.000 curiosidades do mundo da bola que todo craque deveria saber", de autoria de Aníbal Litvin[7]